# Charles Émile Picard
Charles Émile Picard (francès: Émile Picard)  (París, 24 de juliol de 1856 - París, 11 de desembre de 1941) va ser un matemàtic francès i membre de l'Acadèmia Francesa.

## Obra

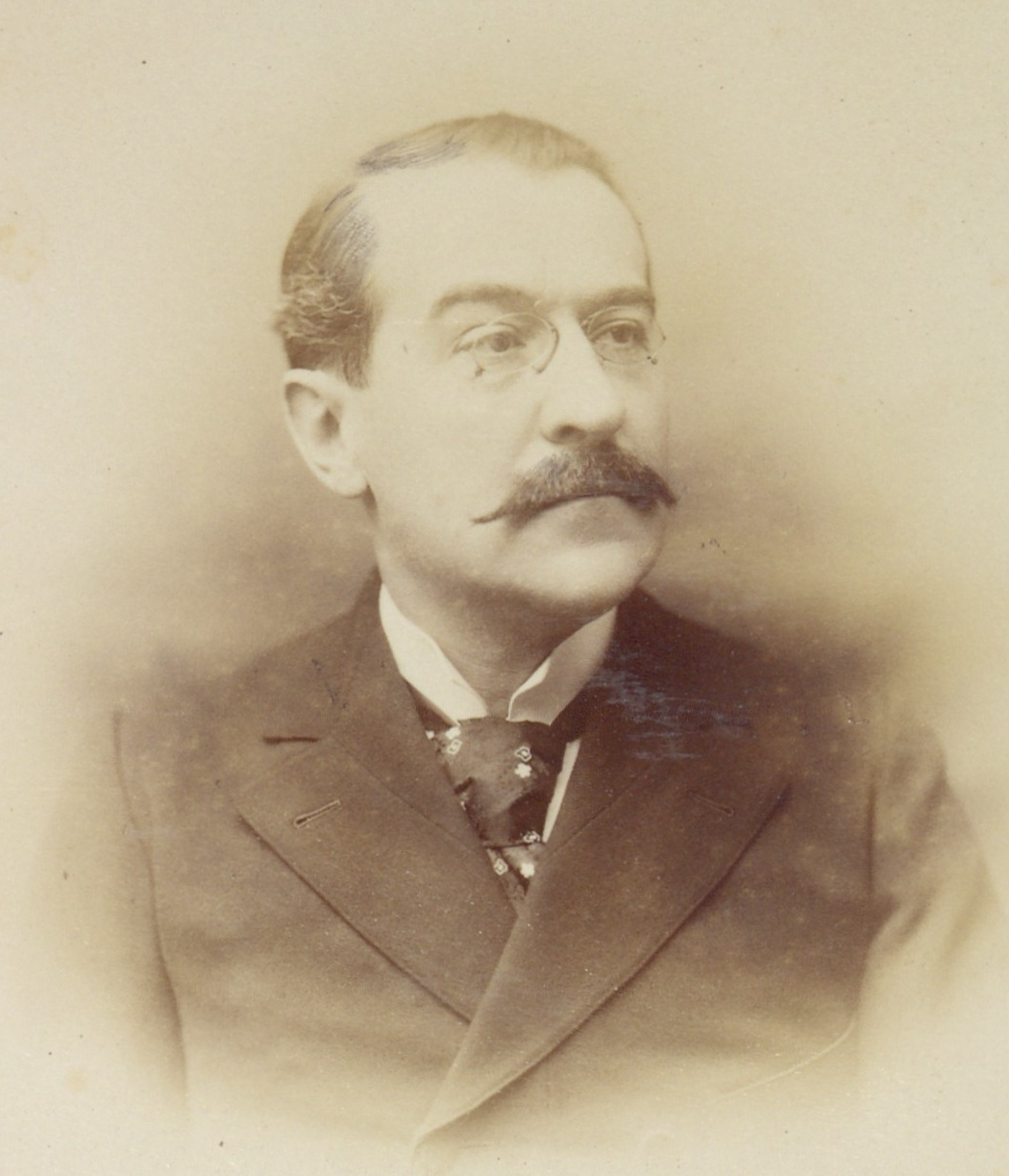
Émile Picard

- 1877 Application de la Théorie des complexes linéaires à l'Étude des surfaces et des Courbes gauches
- 1891-1896 Traité d'analyse
- 1897 Oeuvres mathématiques d'Évariste Galois
- 1897-1906 Théorie des fonctions algébriques de deux variables Indépendant
- 1900 Science
- 1902 Quelques Réflexions sur la mécanique, suivies d'une première leçon de Dynamique
- 1905 Sur le développement de l'analyse et ses rapports aux diverses sciences
- 1905 La science mathématique et son état Actuel
- 1909 De la méthode dans les sciences
- 1913 L'oeuvre d'Henri Poincaré
- 1916 L'histoire des sciences et les prétentions de la science allemande
- 1917 La vie et l'oeuvre de G. Darboux
- 1917 les sciences mathématiques en França depuis un demi-siècle
- 1921 La Théorie de la relativité et ses applications à l'Astronomie
- 1922 Discours et Mélanges
- 1922 La vie et l'oeuvre de Pierre Duhem
- 1924 Les theories de l'Optique et l'oeuvre d'Hippolyte Fizeau
- 1924 Pascal mathématicien
- 1924 Mélanges de mathématiques et de physique
- 1928 Leçons sud Quelques types simples d'equation aux Dérives partielles, avec des applications à la physique mathématique
- 1928 Selecta: cinquantenaire scientifique d'Émile Picard
- 1929 Leçons sur Quelques problèmes aux límits de la Théorie des equations différentielles
- 1929 Leçons sur Quelques equations fonctionnelles, avec des applications à diversos problemes d'analyse et de physique mathématique
- 1930 Un coup d'Œil sur l'histoire des sciences et des theories Physique